# Adiantum klossii
Adiantum klossii är en kantbräkenväxtart som beskrevs av Gepp. Adiantum klossii ingår i släktet Adiantum och familjen Pteridaceae. Inga underarter finns listade.